# École polytechnique de Bari
L'École polytechnique de Bari (en italien, Politecnico di Bari) est une université italienne, située à Bari, consacrée aux sciences et à la technologie.

## Histoire
L'École polytechnique de Bari a été fondée en 1990. Sa devise est : De' remi facemmo ali (à partir des rames, nous fîmes des ailes), tirée de la Divine Comédie de Dante, Chant XXVI, vers 125. Son sceau représente un lion avec deux corps, tiré d'un chapiteau de la crypte de Saint-Nicolas (XIe siècle) et par le plan de Castel del Monte (XIIIe siècle).
Selon le rapport SIR 2012 Rapport mondial sur la qualité de la recherche scientifique produite, le Politecnico di Bari a un facteur d'impact normalisé de 1,7, ce qui est le plus élevé parmi les universités publiques italiennes. Selon le même rapport, le paramètre d'excellence qui mesure le pourcentage des publications qui sont du 10 % les plus cités dans la bibliographie internationale, l'École polytechnique de Bari a la valeur la plus élevée enregistrée en Italie : 19,6 %, y compris d'autres écoles polytechniques, Politecnico di Milano (16,0 %) et de Turin (15,2 %) .